# Фам Хунг
Фам Хунг (в'єт. Phạm Hùng, справжнє ім'я — Фам Ван Тхієн, 1912–1988) — в'єтнамський державний та політичний діяч, голова Ради міністрів країни з 1987 до 1988 року.

## Біографія
Народився у провінції Віньлонг, з 16 років брав участь у революційному русі. 1930 року вступив до лав Комуністичної партії Індокитаю.
Того ж року був заарештований французькою владою та засуджений до страти, яку було замінено на каторжні роботи, провів 14 років в ув'язненні.
За часів війни в Індокитаї 1946 −1954 років займався організацією поліцейських сил Південного В'єтнаму.
На 2-му з'їзді КПВ 1951 року був обраний членом Центрального комітету партії.
Після Женевських угод 1954 року як глава делегації В'єтнамської народної армії у званні полковника брав участь у Сайгоні в перемовинах з урядом Південного В'єтнаму.
1956 року його було обрано членом Політбюро ЦК КПВ, секретар ЦК партії у 1958–1960 роках. 1958 року був призначений заступником прем'єр-міністра ДРВ, після чого отримав призначення на пост секретаря КПВ у Південному В'єтнамі (1967–1975) й політичним комісаром Збройних сил визволення Півдня.
Після об'єднання В'єтнаму 1976 року був призначений заступником прем'єр-міністра, а з 1980 до 1987 року одночасно був міністром внутрішніх справ В'єтнаму.
У червні 1987 року був обраний головою Ради міністрів Соціалістичної Республіки В'єтнам та займав цей пост до своєї смерті.
Також був депутатом Національної асамблеї В'єтнаму II–VII скликань (1960–1988).
Несподівано помер 10 березня 1988 року в Хошиміні від серцевого нападу.